# Marc Norman
Marc Norman (* 10. Februar 1941 in Los Angeles, Kalifornien, USA) ist ein US-amerikanischer Drehbuchautor und Filmproduzent.

## Filmschaffen
Norman gewann 1998 sowohl in der Kategorie Bester Film als auch in der Abteilung Bestes Originaldrehbuch den Oscar für Shakespeare in Love (Zusammenarbeit mit Tom Stoppard).
Ebenso konnte er einen Golden Globe, einen BAFTA Award, einen Silbernen Bären, einen WGA Award und weitere internationale Filmpreise für sich beanspruchen (siehe: Eintrag in der IMDB).
Vor seinem Erfolg an Shakespeare in Love schrieb er Drehbücher unter anderem für die Fernsehserie Kobra, übernehmen Sie und die weitgehend unbekannten Actionfilme Der Mann ohne Nerven (1975) mit Charles Bronson in der Hauptrolle und Der Flieger (1985) in dem Christopher Reeve mitwirkte.
Privat ist Norman seit 1967 verheiratet und hat mit seiner Frau, Dale, zwei Kinder.

## Filmografie
- 1973: Oklahoma Crude
- 1975: Der Mann ohne Nerven (Breakout)
- 1985: Der Flieger (The Aviator)
- 1995: Die Piratenbraut (Cutthroat Island)
- 1998: Shakespeare in Love